# Il momento della verità
Il momento della verità is een Italiaanse dramafilm uit 1965 onder regie van Francesco Rosi.

## Verhaal
De arme dorpsjongen Miguel Romero wordt stierenvechter in de grote stad. Door het corrupte stadsleven en de roem gaat hij echter al spoedig naast zijn schoenen lopen.

## Rolverdeling
| Acteur               | Personage     |
| -------------------- | ------------- |
| Miguel Mateo         | Miguel Romero |
| José Gómez Sevillano | Impresario    |
| Pedro Basauri        | Zichzelf      |
| Linda Christian      | Linda         |